# Tacere
Tacere est un groupe de metal symphonique finlandais, originaire d'Helsinki.

## Biographie
Tacere est un groupe aux influences diverses, formé en 2002 dans la région d'Helsinki. Comme beaucoup de groupes de metal symphonique, il combine des éléments de différents sous-genres du metal et des sonorités issues de la musique classique. Tacere a la particularité de mettre en scène avec une égale importance un chanteur, Karri Knuuttila, et une chanteuse, Helena Haaparanta. Karri a une voix grave et alterne entre voix claire et voix rauque, contrastant avec la voix claire et aigüe d'Helena, même si elle emploie parfois elle aussi une technique de voix rauque. Ce n'est toutefois pas un duo dit Beauty and the Beast car il n'y a pas de death grunt.
Tacere est d'abord formé par Karri en tant que projet solo, sous le nom de Tacet Lacrimae. Il aspire très vite à former un groupe complet pour pouvoir réaliser ses visions, et il regroupe la première composition officielle fin 2002. Peu de temps après, le groupe raccourcit son nom en Tacere et enregistre une démo, Into your dreams. C'est seulement en printemps 2003 qu'Helena rejoint le groupe et y apporte une voix féminine.
Tacere signe avec SM-Records fin 2005. Ils sortent le single I Devour le 31 mai 2006 et l'EP A Voice in the Dark en novembre 2006. Leur premier album studio, Beautiful Darkness, est sorti en février 2007. En avril 2008, la chanteuse Helena Haaparanta quitte le groupe et est remplacée par Taiya R., originaire de Tampere en fin d'année,. Cette même année, ils enregistrent une démo. En février 2009, Tacere annonce son entrée en studio pour un deuxième album. Trois ans plus tard sort alors At World's End. En 2014, le groupe annonce sa séparation.

## Membres

### Derniers membres
- Pekka Pyrhönen - basse
- Jarno « Jake » Vanhanen - batterie
- Karri Knuutila - chant, guitare, basse, claviers
- Veli-Matti Kananen - claviers (2008-?)
- Taiya R. - chant féminin (2008-?)

### Anciens membres
- Pekka Jokinen - basse
- Esa Sokajärvi - guitare
- Janne Salminen – claviers
- Helena Haaparanta – chant (2004-2008)

### Membre live
- Seppo Nummela - guitare

## Discographie
- 2002 : Into Your Dreams (démo)
- 2003 : Glacial Night (démo)
- 2004 : Into Your Dreams (démo)
- 2004 : The Legend of Gévaudan (démo)
- 2004 : Emoción muerte (démo)
- 2005 : Eras Reveries edémo)
- 2006 : I Devour (single)
- 2006 : A Voice in the Dark (EP)
- 2007 : Beautiful Darkness
- 2008 : Demo 2008
- 2012 : At World's End
- 2012 : Break Me (single)